# Władimir Angilejew
Władimir Iwanowicz Angilejew, ros. Владимир Иванович Ангилеев (ur. 12 października 1878, zm. 17 maja 1951 w Darmstadt) – rosyjski wojskowy (generał), dowódca 7 Kompanii, a następnie Kompanii Sztabowej 3 Pułku Rosyjskiego Korpusu Ochronnego podczas II wojny światowej.

## Życiorys
W 1897 r. ukończył szkołę realną w Baku, po czym wstąpił do armii rosyjskiej. W 1899 r. w stopniu podporucznika ukończył junkierską szkołę piechoty w Tyflisie. Służył w 55 Kubańskim Pułku Piechoty. W 1904 r. awansował na porucznika. Brał udział w wojnie rosyjsko-japońskiej jako oficer sztabu oddziału gen. Miszczenki. Został ranny. Pod koniec maja 1907 r. przeszedł do Samodzielnego Korpusu Straży Pogranicznej. W 1908 r. został sztabsrotmistrzem. Brał udział w I wojnie światowej w szeregach 124 Woroneskiego Pułku Piechoty. Od 1915 r. był podpułkownikiem. Odznaczono go Orderem Św. Jerzego 4 klasy. Objął dowództwo pułku. Na początku 1917 r. awansował na pułkownika, a następnie generała majora. W 1918 r. wstąpił do wojsk Białych gen. Antona I. Denikina. Latem 1920 r. został ciężko ranny podczas walk w północnym Krymie. W połowie listopada tego roku ewakuował się wraz z resztą armii do Gallipoli. Na emigracji zamieszkał w Bułgarii. Po ataku wojsk niemieckich na Jugosławię w kwietniu 1941 r., wstąpił do nowo formowanego Rosyjskiego Korpusu Ochronnego. Od początku września 1942 r. w stopniu kapitana dowodził 7 Kompanią 3 Pułku Korpusu. W sierpniu 1943 r. objął dowództwo Kompanii Sztabowej 3 Pułku. Po zakończeniu wojny zamieszkał w zachodnich Niemczech. Od 1948 r. stał na czele Związku Kawalerów Giergijowskich. Został też przedstawicielem Związku Rosyjskich Inwalidów Wojskowych.